# وفيق صفوت مختار
وفيق صفوت مختار، كاتب في مجال التربية وعلم النفس، ومؤلف في أدب التراجم والسير الذاتية. ولد في19 يناير1958م، حاصل علي ليسانس الآداب والتربية جامعة أسيوط عام1980م، وحاصل علي الدبلومة الخاصة في التربية وعلم النفس جامعة أسيوط عام1984م، محاضر في تجمعات الشباب وهيئات التدريس وأولياء الأمور.
تستخدم أبحاثه في عدة دراسات.

## من مؤلفاته
```
للكاتب مساهمات تربوية وسيكولوجية وثقافية في المجلات والدوريات المصرية والعربية، منها:القافلة، العربي، الفيصل، الخفجي، الوعي الإسلامي، البحريت الثقافية، منار الإسلام، المجلة العربية، مجلة الكويت، الفيصل العلمية، الصلاح، الدفاع السعودية، الرافد، عالم الإعاقة. له أكثر من عشرين حواراً أدبياً منشوراً في المطبوعات المصرية والعربية، عمل محرراً صحافياً بمجلة 
هو وهي
، في الفترة من عام 1995م- 1999م.
```

1999
- مشكلات الأطفال السلوكية[3]

2001
- أبناؤنا وصحَّتهم النفسيَّة[4]

2003
- المدرسة والمجتمع والتوافق النفسي للطفل[4]

2005
- سيكولوجية الأطفال الموهوبين[5]
- سيكولوجية الأطفال ضعاف العقول[4]
- الأسرة وأساليب تربية الطفل[4]
- مشكلة تعاطي المواد النفسيَّة المخدرة[4]
- سيكولوجية الطفولة[6]

2007
- بستان المعرفة

2009
- كتب ومكتبات الأطفال وتنمية الميول القرائية
- فن رعاية الطفل في البيت والمدرسة

2010
- سيكولوجية الأطفال ذوي الاحتياجات الخاصة
- وسائل الاتصال والإعلام وتشكيل وعي الأطفال والشباب[7]
- تأخر الكلام عند الأطفال
- النمو الحركي للطفل

2012
- الصحَّة النفسيَّـة وأساليب تنشئة الطفـــل...أُسرياً، وتربوياً، ومجتمعياً.[8]

2013
- المـوسـوعـة الأدبـيـة الكـبـرى: أشهــر المبـدعــات فـي تاريـخ العـالـمـــي.[7]

2017
- الطفل الموهوب، طرق اكتشافه، وأساليب رعايته
- إشباع الحاجات الأساسية للأطفال:الجسميَّة، والعقليَّة، والنفسيَّة
- الاكتئاب مرض العصر: كشف أسراره، ومعرفة أسبابه، وإستراتيجيات الوقاية والعلاج
- كيف تتخلص من القلق وتبدأ الحياة من جديد.
- مشكلات الأطفال: مظاهرها، أسبابها، طرق الوقاية والعلاج.

2018
- تربية الأبناء في عصر الإنترنت.
- كيف تقوي ذاكرتك وتتغلَّب علي النسيان.
- قمم أدبية: شعراء وأدباء في رحلتهم نحو المجد.

2019
- أطفالنا وأحدث أساليب التربية.
- اضطرابات الأطفال النفسيَّة والعقليَّة والسلوكيَّة.
- كيف ننمي ذكاء أطفالنا ؟.
- عادات الفم السيئة عند الأطفال (مصّ الأصابع وقرض الأظافر).
- أطفال التوحُّد الأوتيزم.
- الأطفال والشباب وإدمان الإنترنت.
- لا تدع القلق يُسيطر علي حياتك.
- اكتشاف ورعاية أطفالنا الموهوبين.
- كيف تتمتَّع بذاكرة حديدية ؟.
- كيف نشبع حاجات أطفالنا ؟.